# Politique d'égalité hommes femmes dans la fonction publique française
L’égalité entre les femmes et les hommes a été consacrée « Grande cause nationale » par le Président de la République Emmanuel Macron, lors de son discours à l’Élysée, le 25 novembre 2017. Représentant 20 % de l’emploi en France, la fonction publique se doit d’être exemplaire en matière d’égalité professionnelle, de façon à favoriser la cohésion sociale et à être représentative de la société qu’elle sert. Ce principe d’égalité entre les sexes est d’ailleurs affirmé à l’article 6 bis de la loi du 13 juillet 1983 portant droits et obligations des fonctionnaires.
Un protocole d’accord relatif à l’égalité professionnelle entre les femmes et les hommes, concernant les trois fonctions publiques, a été signé le 8 mars 2013 au niveau national, afin de rendre effective cette égalité professionnelle, selon quatre axes d’action : 
- le dialogue social comme élément structurant pour parvenir à l’égalité professionnelle
- les rémunérations et les parcours professionnels de la fonction publique
- la meilleure articulation entre la vie professionnelle et la vie privée
- la prévention des violences faites aux agents sur leur lieu de travail

## Le dialogue social comme élément structurant pour parvenir à l’égalité professionnelle
Le dialogue social s’inscrit dans le cadre du principe de participation des agents publics leur permettant d’être associés aux décisions qui les concernent. Ce dialogue social est mis en place à travers différents organismes consultatifs au sein desquels siègent les délégués des agents. Il est important que ces délégués soient représentatifs du personnel dont ils portent la voix. C’est pourquoi, le protocole d’accord relatif à l’égalité entre les hommes et les femmes dans la fonction publique fait du dialogue social son axe numéro 1, afin d’avoir une meilleure représentativité des femmes au sein des organismes consultatifs. Cet axe est décliné en trois mesures.
La première mesure est de : « Rendre obligatoire, à chaque niveau pertinent, l’élaboration d’un rapport de situation comparée de l’égalité professionnelle et élaborer des plans d’actions visant à promouvoir l’égalité professionnelle entre les femmes et les hommes. » 
Cette mesure est une reprise du droit privé vers le droit public. En effet, les entreprises de droit privée ont l’obligation depuis 1983 de produire devant les représentants du personnel un rapport de situation comparée des conditions générales d’emploi des femmes et des hommes dans l’entreprise. Le but est de centraliser l’information sur la thématique de l’égalité hommes/femmes dans un seul document plutôt que d’éparpiller l’information dans différents rapports. En plus de faire un état des lieux de la situation, ces rapports contiennent également des plans d’actions pluriannuels ayant pour but de réduire les inégalités professionnelles décelées par les données statistiques des études. Ainsi, les solutions mises en place correspondent aux problématiques de situations professionnelles observées. Le rapport annuel est présenté devant le conseil commun de la fonction publique et devant les conseils supérieur de chacune des trois fonctions publiques. L’annualité de ce rapport permet de vérifier l’efficacité des mesures prises .
La deuxième mesure consiste à « Engager une réflexion partagée entre les employeurs publics et les organisations syndicales afin d’atteindre une représentation équilibrée entre les femmes et les hommes au sein des collèges de représentants des personnels dans les instances de dialogue social. » 
Les représentants syndicaux ne sont pas soumis par la loi à un pourcentage de représentation de chaque sexe, contrairement aux membres des conseils de la fonction publique. C’est pourquoi le protocole cherche à mettre en place un dialogue pour pousser les organisations syndicales à aller vers une représentation plus paritaire sans utilisation de la contrainte de la loi. Le protocole fait une distinction entre les représentants syndicaux qui sont désignés, pour lesquels il est demandé de faire de nets efforts sur la parité, et les représentants qui sont élus, pour lesquels l’effort n’est demandé que dans un deuxième temps.
Le protocole fonctionne de manière transversale, c’est pourquoi dans ce premier axe concernant le dialogue social, il est fait mention du troisième axe qui concerne l’articulation entre vie professionnelle et vie privée car chaque problème est interdépendant des autres et ce sont des solutions globales qui doivent être mises en place.
La dernière mesure est le fait « d'engager une réflexion avec les employeurs territoriaux afin d’atteindre une représentation équilibrée entre les femmes et les hommes dans les instances de dialogue social. » 
Cette mesure concerne cette fois-ci les membres des conseils territoriaux qui ne sont pas soumis à l’exigence d’une proportion minimale de 40 % de personnes de chaque sexe contrairement au conseil commun de la fonction publique et aux conseils supérieurs des trois fonctions publiques. Cette difficulté concerne à la fois le collège des employeurs territoriaux, les comités techniques et les commissions administratives paritaires. Cette mesure consiste en un simple dialogue et fonctionne donc selon une politique volontariste, comme la seconde mesure, et non pas sur une politique de contrainte législative. Les solutions adoptées et les efforts consentis pourront donc être très variables sur le territoire.

## Les rémunérations et les parcours professionnels de la fonction publique
En 2017, la fonction publique territoriale comptait 62% de femmes occupant un poste de catégorie A. Pour autant, toutes les études constatent « plus les responsabilités sont élevées, moins les femmes sont nombreuses ». En effet, la proportion de  femmes n'atteint que  37 % des 23 807 postes dans les corps et emplois d’encadrement supérieur et de direction (ESD). Les femmes représentent 31 % des ESD de la Fonction Publique Territoriale.
En termes de rémunération, en 2017, le salaire net mensuel moyen (exprimé en équivalent temps plein) est dans la fonction publique territoriale de 1 867 euros pour les femmes et 2 053 euros pour les hommes.
Afin d’amoindrir ces différences, a été votée la loi du 12 mars 2012 relative à l’accès à l’emploi titulaire et à l’amélioration des conditions d’emploi des agents contractuels dans la fonction publique, dite loi Sauvadet.
Depuis le 1er janvier 2013, la loi impose que les nominations de nouveaux agents aux principaux emplois de l’encadrement supérieur des trois catégories de fonction publique soient pourvues par au moins 20 % de personnes de chaque sexe. Ce taux a été porté à 40 % en 2017 et devra aussi être respecté dans les conseils d’administration et de surveillance des établissements publics, dans les instances consultatives de la fonction publique, dans les commissions administratives paritaires, et dans les jurys et comités de sélection.
Toutefois, dans le protocole d’accord relatif à l'égalité professionnelle entre les femmes et les hommes dans la fonction publique du 8 mars 2013 , le Gouvernement et les parties signataires (dont certaines collectivités locales) souhaitent que les employeurs publics veillent à tous les niveaux à une égalité hommes/femmes dans le parcours professionnel. La réussite de cette politique d’égalité professionnelle passe par six mesures proposées par le protocole. Voici une  présentation de quelques mesures phares :
- Mener une politique volontariste de suppression des inégalités salariales entre les femmes et les hommes : En ce sens, les employeurs territoriaux doivent veiller à ce que les procédures permettant d’apprécier le travail (évaluation, réduction d’ancienneté, attribution des primes) ne pénalisent pas les agents concernés.

- Lutter contre les stéréotypes et les discriminations dans le cadre de l’égalité professionnelle entre les femmes et les hommes dans la fonction publique. Les mesures choisies pour y parvenir relèvent d’actions de communication et de formation/d’information dont le contenu rend compte des réalités de situations rencontrées. Ces formations doivent être proposées à l’ensemble des gestionnaires des ressources humaines et cadres. Pour les personnels entrant dans la fonction publique, ces formations seront proposées dans les écoles. Aussi, les communications internes ou externes, les campagnes de recrutement conduites par les collectivités territoriales font l’objet d’une attention particulière (choix des textes et de l’iconographie) afin que n’y soient pas véhiculés de stéréotypes pouvant porter atteinte à l’égalité professionnelle. De même pour les publications et descriptions d’emploi.

Enfin, en matière de recrutement, le protocole propose la mise en place une démarche de vérification du caractère non discriminatoire des processus de recrutement. Cela se traduit concrètement par les rapports de jurys de concours.

## La meilleure articulation entre la vie professionnelle et la vie privée
La loi Roudy du 13 juillet 1983 est la première loi relative à l’égalité professionnelle entre les hommes et les femmes travaillant en entreprise. Concernant la fonction publique territoriale, l’égal accès des hommes et des femmes aux fonctions électives devient un impératif légal depuis la loi du 6 juin 2000. Pourtant, 16% seulement des maires de France sont des femmes en 2014. Les femmes sont de plus en plus nombreuses à travailler, mais leur proportion est moindre dans les fonctions à haut niveau décisionnel, comme le poste de maire. L’Etat est le premier employeur de France et se dresse à ce titre en exemple au travers de ses politiques publiques. L’objectif d’égal accès des femmes et des hommes aux fonctions électives a également un rôle à jouer dans l’habituation des mœurs à ce que des femmes occupent des postes de direction. Alors les 80% de femmes subissant du sexisme au travail pourraient être de moins en moins nombreuses.
L’articulation du temps entre la vie professionnelle et la vie privée concerne à la fois les femmes et les hommes. Si les hommes ont par exemple la possibilité de prendre un congé paternité depuis 1977, cela participe à faciliter la conciliation pour les femmes de la vie privée et professionnelle. Cependant, il est en pratique très peu pris par les hommes. En 2013, 46% des pères ne se déclarent pas intéressés a priori par le congé paternité. Les politiques publiques s’engagent pour tendre vers la parité.
Dans l’Union Européenne, le taux de natalité a drastiquement chuté. Dans le même temps, le nombre de femmes qui travaillent a considérablement augmenté. Selon les chiffres, les femmes rencontrent des difficultés à travailler en plus  d’avoir des enfants. Il est dès lors primordial de faciliter la conciliation d’une vie professionnelle et d’une vie familiale. C’est le but poursuivi par l’Etat français via ses politiques publiques, mais aussi par la mobilisation d’autres acteurs publics variés comme des associations et des entreprises. Le sujet est d’actualité également  au niveau de l’Union Européenne puisqu’une directive “équilibre” relative aux congés parentaux, de paternité et d’aidant a été adoptée à une très large majorité le 4 avril 2019 au Conseil.
Le secrétariat d’Etat chargé de l’égalité entre les femmes et les hommes et de la lutte contre les discriminations considère comme priorité de donner aux femmes « toute leur place dans le monde du travail, y compris aux plus hauts niveaux décisionnels ». Bien que la majorité de la population de femmes actives travaillent, elles assument toujours majoritairement les charges du foyer et le soin aux enfants. Pour que la possibilité de concilier une vie professionnelle et une vie familiale, il est nécessaire de faciliter quelques étapes de la vie des femmes et des hommes, notamment ceux liés à la parentalité. Voici plusieurs outils mis en œuvre par l’État qui participent de la lutte pour une égalité professionnelle entre les femmes et les hommes dans la fonction publique territoriale : 
- Le congé parental dans la fonction publique d’Etat[12] : le congé parental en France est une période pendant laquelle un agent de la fonction publique territoriale, homme ou femme, peut cesser son activité professionnelle pour élever son enfant (adopté ou non). Le congé parental n’est pas rémunéré, il ne peut pas être refusé à l’agent.

- Le congé menstruel : Le congé menstruel est la possibilité pour les femmes souffrant de dysménorrhée (règles douloureuses) de prendre deux jours de congé lorsque nécessaire. Il n’en est pas question aujourd’hui en France, ni dans les entreprises ni dans la fonction publique territoriale. Il existe depuis 1947 au Japon.
- Les gardes d’enfants : La fonction publique territoriale n’impose pas la mise en place de halte-garderies pour les enfants des agents. Une aide peut être accordée, sous la forme de tickets CESU[13] (Chèque Emploi Service Universel), aux agents qui font la demande d’une prestation d’action sociale pour la garde des enfants dont ils ont la charge.

- Allaitement pendant les heures de travail [14]: Les femmes ayant un enfant allaité de moins de 1 an peuvent prendre 1 heure non rémunérée durant leur journée de travail pour tirer leur lait. Les services de plus de 100 agents doivent proposer à leurs agents une salle d’allaitement. Le temps d’allaitement autorisé par journée est alors réduit à 40 minutes. Ces dispositions sont imposées dans les entreprises comme dans la fonction publique par le code du travail (articles L1225-30 à L1225-33)[15].

## La prévention des violences faites aux agents sur leur lieu de travail

### Les violences
Le protocole du 8 mars 2013 prévoit la prévention de toutes violences faites aux agents de la fonction publique, mais plus particulièrement les faits de harcèlement, sexuel ou moral.

### La définition duharcèlement sexuel
La définition du harcèlement sexuel a été modifiée par l'article 1er de la loi du 6 août 2012 relative au harcèlement sexuel, qui dispose désormais que : « le fait d'imposer à une personne, de façon répétée, des propos ou comportements à connotation sexuelle qui soit portent atteinte à sa dignité en raison de leur caractère dégradant ou humiliant, soit créent à son encontre une situation intimidante, hostile ou offensante ». Également, « le fait, même non répété, d'user de toute forme de pression grave dans le but réel ou apparent d'obtenir un acte de nature sexuelle, que celui-ci soit recherché au profit de l'auteur des faits ou au profit d'un tiers » est assimilé au harcèlement sexuel.
Cette nouvelle définition est introduite à l'article 6 ter de la loi du 13 juillet 1983 portant droits et obligations des fonctionnaires. Elle se retrouve aussi dans le code pénal.

### La définition duharcèlement moral
La définition du harcèlement moral se retrouve à l'article 6 quinquies de la loi du 13 juillet 1983 portant droits et obligations des fonctionnaires. Là encore, la définition est la même que celle du code pénal. Ainsi « les agissements répétés qui ont pour objet ou pour effet une dégradation des conditions de travail, susceptible de porter atteinte aux droits, à la dignité, à la santé physique ou mentale de l’agent ou de compromettre son avenir professionnel » constituent le harcèlement moral.
Dans les deux cas , la loi précise également que « Aucune mesure concernant notamment le recrutement, la titularisation, la formation, la notation, la discipline, la promotion, l'affectation et la mutation ne peut être prise à l'égard d'un fonctionnaire :
1. Parce qu'il a subi ou refusé de subir les faits de harcèlement sexuel mentionnés aux trois premiers alinéas, y compris, dans le cas mentionné au a, si les propos ou comportements n'ont pas été répétés
2. Parce qu'il a formulé un recours auprès d'un supérieur hiérarchique ou engagé une action en justice visant à faire cesser ces faits
3. Ou bien parce qu'il a témoigné de tels faits ou qu'il les a relatés. »

### Les moyens de lutte contre les violences faites aux agents publics
Les moyens de lutte contre les violences subies par les agents publics sont précisés dans la circulaire du 4 mars 2014 relative à la lutte contre le harcèlement dans la fonction publique, qui fait suite à l'accord du 8 mars 2013. Ces moyens de lutte passent notamment par la prévention et les sanctions applicables.

### La prévention
La circulaire précise que la prévention des violences passe par les obligations qui pèsent sur l'Administration et ses agents, ainsi que par la formation.

### Les obligations des agents de la fonction publique
Le statut général de la fonction publique prévoit une obligation générale de prévention de la part de l'Administration. Ainsi, l'autorité hiérarchique à l'obligation de prévenir et de faire cesser les troubles dans les services placés sous son autorité. Un manquement à cette obligation étant susceptible d'engager la responsabilité administrative.
Les agents sont, eux aussi, soumis à la déontologie de la fonction publique interdisant tout agissement de nature à discréditer l’administration. Un agent public, auteur de harcèlement, contreviendrait ainsi à ses obligations.
Enfin, les agents, témoins d'agissements de violences dans leur service, ont l'obligation de signaler ces faits au supérieur hiérarchique. Ce signalement pourrait donner lieu à l'application de la protection fonctionnelle de la part de l'Administration (article 11 de la loi du 13 juillet 1983).
Tout manquement caractérisé à ces obligations serait ainsi susceptible d'engager la responsabilité de l'Administration ou de l'agent devant le juge.

### La formation
Outre ces obligations, la circulaire précise que la prévention des violences passe aussi par la formation. Ainsi des formations spécifiques sur la prévention et la lutte contre le harcèlement peuvent être dispensées à tout nouvel entrant dans la fonction publique ainsi qu'aux acteurs prioritaire de la lutte contre les violences faites aux agents du service public :
- Agents des services ressources humaines.
- Agents des services d'encadrement.
- Les comités d'hygiène, de sécurité et des conditions de travail

### Les sanctions des faits de violence dans la fonction publique
Les faits de violence peuvent faire l'objet de sanctions disciplinaires, qui peuvent se cumuler aux sanctions pénales et civiles (ces sanctions étant toutes indépendantes).